# Жирківка
Жи́рківка — село в Україні, у Михайлівській сільській громаді Полтавського району Полтавської області. Населення становить 218 осіб. Орган місцевого самоврядування — Михайлівська сільська рада.

## Географія
Село Жирківка знаходиться на правому березі річки Мокра Лип'янка, вище за течією примикає село Михайлівка, нижче за течією на відстані 1,5 км розташоване село Любимівка.

## Історія
Після ліквідації Машівського району 19 липня 2020 року село увійшло до Полтавського району.

## Населення

### Мова
Розподіл населення за рідною мовою за даними перепису 2001 року:
| Мова       | Кількість | Відсоток |
| ---------- | --------- | -------- |
| українська | 216       | 99.08%   |
| російська  | 2         | 0.92%    |
| Усього     | 218       | 100%     |

## Відомі люди
- Пасічник Митрофан Васильович — український та радянський фізик.